# Кърджалийски пирамиди
Кърджалийските пирамиди са скални образувания, разположени в близост до град Кърджали, в землищата на селата Зимзелен и Бели пласт. Разположени са по ридовете Каяджик и Чуката в Източните Родопи. Формирали са се преди повече от 40 млн. години, когато Източните Родопи са били дъно на море. Красивите скали са се образували от утаената вулканична пепел и скални късове и наподобяват човешки фигури, коне, птици, обелиски. Някои фигури са лесно рушими, защото са изградени от чисти туфи. За разлика от тях тези скали, в които има и метални примеси, са значително по-здрави. Най-интересната група скали са Каменната сватба, в нея се намират пирамиди, които наподобяват хора и животни. Друга интересна група е Каменните гъби. През 1974 г. те са обявени за природна забележителност в България. Кърджалийските пирамиди са едни от най-посещаваните скални образувания в България.

## Вкаменената сватба
Вкаменената сватба (известна също като Каменната сватба) се намира близо до село Зимзелен. В тази група се намират фигури с височина до 10 метра, наподобяващи хора, животни и други. Тази група е разположена на площ от близо 50 декара. Интересна е легендата, която разказва за обичаите в древността – Когато тръгнела сватбата, всеки, който зърнел лицето на булката, се вкаменявал. Така при една сватба духнал вятър, отвял воала, скриващ лицето на булката, и всички сватбари били вкаменени на мига. Интерес представлява и това, че самите фигури не са едноцветни. Това се дължи на наличието на различни метални оксиди.

## Каменните гъби
Каменните гъби е варовиково образувание, разположено до село Бели пласт. То се е образувало преди милиони години, под въздействието на влагата и вятъра, който им е придал причудливи „гъбени“ форми, но с гигантски размери.